# Teatro con palcoscenico centrale

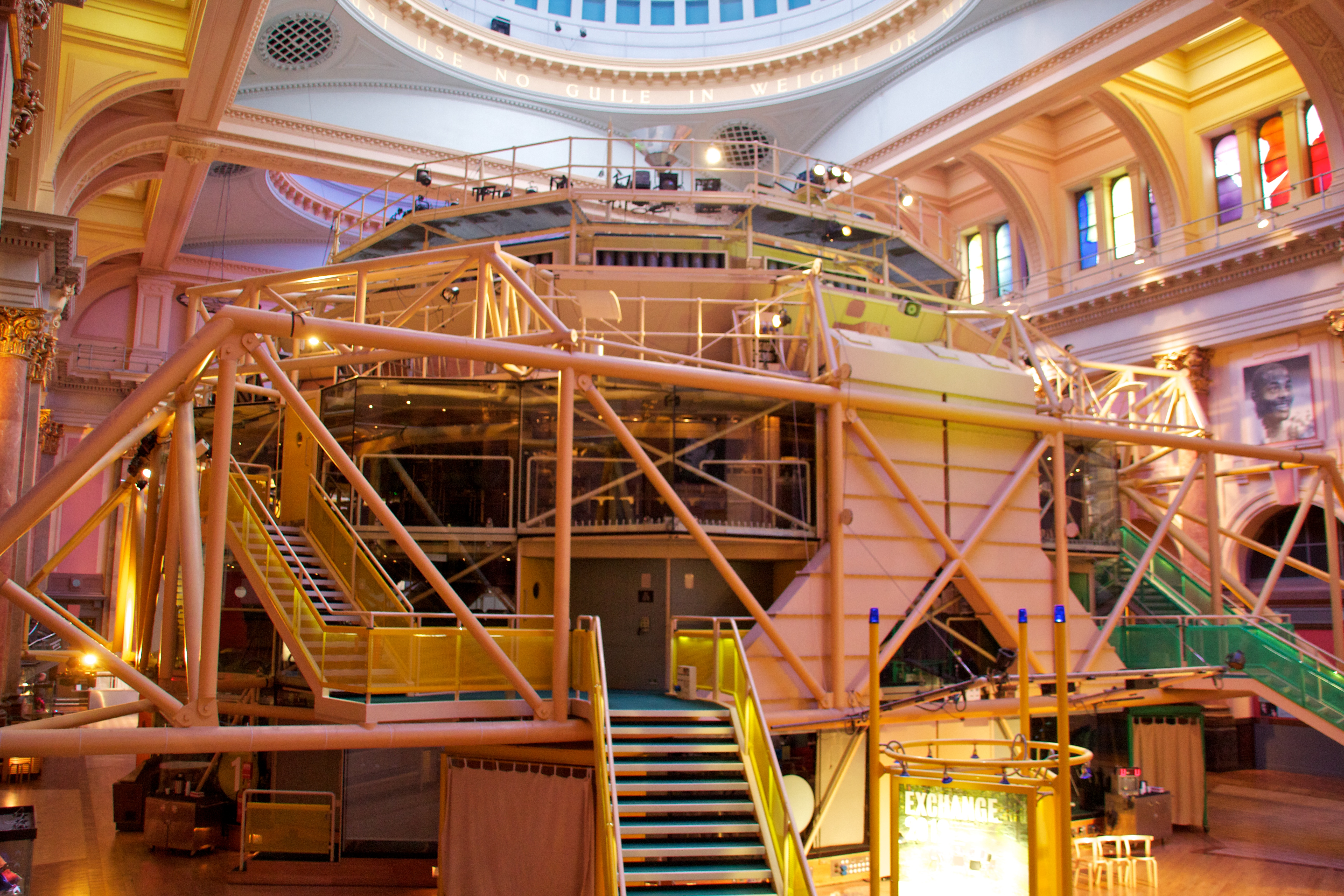
La struttura del Royal Exchange, Manchester progettato da Richard Negri nel 1976. Il più grande teatro circolare nel Regno Unito con una capacità di 760 posti.

Teatro con palcoscenico centrale o teatro arena (chiamato anche messa in scena centrale) è uno spazio teatrale in cui il pubblico circonda l'area del palcoscenico.
Il Glenn Hughes Penthouse Theatre di Seattle, Washington, è stato il primo teatro con palcoscenico centrale negli Stati Uniti. Aprì il 16 maggio 1940 con una produzione di Spring Dance, una commedia del drammaturgo Philip Barry. Il teatro da 160 posti si trova nel campus dell'Università di Washington a Seattle, a Washington, e si trova nel Registro nazionale dei luoghi storici.
Nel 1947, Margo Jones fondò la prima compagnia professionale americana di teatro con palcoscenico centrale quando aprì il suo Theater '47 a Dallas.
Il design del palco sviluppato da Margo Jones fu utilizzato dai registi negli anni successivi per spettacoli famosi come il musical Fun Home vincitore di un Tony Award, la produzione teatrale originale di Man of La Mancha e tutti gli spettacoli messi in scena all'ANTA Washington Square Theatre (demolito alla fine degli anni '60), tra cui l'autobiografico di Arthur Miller Dopo la caduta. Tali teatri erano esistiti in precedenza in istituti scolastici, ma non in spazi professionali per quasi due millenni. È anche una configurazione popolare utilizzata nei concerti pop contemporanei in un'arena o in uno stadio.

## Configurazione del palcoscenico
Il palco è sempre situato nel centro, con il pubblico disposto su tutti i lati, ed è per lo più rettangolare, circolare, a diamante o triangolare. Gli attori possono entrare ed uscire passando in mezzo al pubblico da diverse direzioni o dal basso del palco. Il palco si trova solitamente a un livello pari o inferiore al pubblico in una formazione a "buca" o ad "arena".
Questa configurazione si presta a produzioni ad alta intensità ed a tutto ciò che richiede la partecipazione del pubblico. È preferito dai produttori di teatro classico, è utilizzato come un'alternativa creativa al formato di proscenio più comune.
In effetti, il teatro con palcoscenico centrale rimuove la quarta parete e porta l'attore nello stesso spazio del pubblico. Questo è spesso problematico per gli attori abituati al proscenio o al palcoscenico frontale, ai quali viene insegnato che non devono mai voltare le spalle al pubblico, cosa che è inevitabile in questo formato. Tuttavia, consente un coinvolgimento forte e diretto con il pubblico.
Viene anche impiegato quando spettacoli teatrali vengono presentati in spazi non tradizionali come ristoranti, aree pubbliche come fiere o festival o il teatro di strada. La scenografia è spesso minima per non oscurare la visione dello spettacolo da parte del pubblico.

## Storia del Teatro con palcoscenico centrale
Il teatro con palcoscenico centrale era comune nel teatro antico, in particolare in Grecia e Roma, ma non era stato ancora ampiamente esplorato fino alla seconda metà del XX secolo.
Nell'indagine di Margo Jones sul teatro con palcoscenico centrale, le prime due sorgenti di messa in scena centrale negli Stati Uniti che ella identificò furono le produzioni di Azubah Latham e Milton Smith della Columbia University del 1914 e le produzioni di T. Earl Pardoe alla Brigham Young University nel 1922.
Nel 1924, Gilmore Brown fondò la Fair Oaks Playbox a Pasadena, in California, un'importante precoce professionista della messa in scena centrale oltre ad altre configurazioni di palcoscenici pionieristici, dall'avvento della messa in scena flessibile. Come indicato dalla Jones, le produzioni con messa in scena centrale del Fair-oak Play box furono eseguite circa otto anni dopo il lavoro di Glenn Hughes nella sua Seattle Penthouse.
Stephen Joseph fu il primo a diffondere la forma nel Regno Unito dagli Stati Uniti negli anni '50 e creò teatri con palcoscenico centrale a Newcastle-under-Lyme e allo Studio Theatre di Scarborough. L'attuale teatro, aperto nel 1996, è conosciuto come il teatro Stephen Joseph. Si riteneva che Joseph avesse una volta chiesto retoricamente: "Perché le autorità devono stare con le spalle al muro?" La sua risposta fu: "Perché così nessuno può colpirli da dietro".
Sam Walters ha allestito uno spazio per le esibizioni estemporanee al piano superiore del pub Orange Tree a Richmond, Londra nei primi anni '70, che successivamente si trasferì dall'altra parte della strada nel definitivo Orange Tree Theatre.
Nel 1972 RG Gregory fondò la compagnia di teatro Word and Action a Dorset, in Inghilterra, per lavorare esclusivamente nel teatro con palcoscenico centrale. Gregory cercò di creare una grammatica che consentisse agli attori di massimizzare il potenziale della forma per connettersi con il pubblico sia come individui che come collettività. Tutte le produzioni Word e Action venivano eseguite in normali condizioni di illuminazione, senza costumi o trucco.

## Usi in televisione e sale da concerto
Le innovazioni di Margo Jones ebbero un'evidente influenza su Albert McCleery quando creò il suo Cameo Theatre per la televisione nel 1950. Continuando fino al 1955, McCleery offrì drammi visti su sfondi neri puri invece che su pareti di un set. Ciò permetteva alle telecamere nell'oscurità di raccogliere inquadrature da qualsiasi posizione.
Il programma televisivo speciale '68 Comeback Special di Elvis Presley del 1968 fu eseguito con i musicisti seduti utilizzando una messa in scena centrale sollevata.
Quando una messa in scena teatrale fu concepita per il gruppo progressive-rock Yes dal loro tour manager Jim Halley a metà degli anni '70, portò a una riprogettazione dei concerti rock e degli arrangiamenti dei posti per i concerti.

## Le politiche dei teatri con palcoscenico centrale
La politica del teatro con palcoscenico centrale fu esplorata più deliberatamente da RG Gregory. Nella sua visione lo spazio illuminato dell'arco del proscenio è analogo alla sede del potere; il pubblico adotta il ruolo di ricevitore passivo. Nel design del teatro tradizionale, la massima attenzione viene prestata alle linee visive ideali, per garantire che l'attore possa coinvolgere tutti i membri del pubblico allo stesso tempo.
Tuttavia, una volta rimossi dalla cornice dell'arco, gli attori sono costretti a voltare le spalle ad alcuni membri del pubblico e quindi perdono necessariamente il comando esclusivo dello spazio recitazione. Tutti i membri del pubblico possono vedere l'attore, ma l'attore non può più vederli tutti. A questo punto, affinché il gioco funzioni, agli spettatori stessi deve essere permesso di diventare conduttori chiave del significato dello spettacolo.
Alcuni, come lo scrittore Mick Fealty, hanno sottolineato una stretta analogia tra la descrizione di Gregory delle dinamiche rudimentali del teatro con palcoscenico centrale con l'effetto di rete della comunicazione basata su Internet rispetto ai canali di trasmissione e marketing tradizionali.

## Archivio delle arene
La George Mason University di Fairfax, in Virginia, ospita il più grande archivio di palcoscenici arena e contiene materiale della storia cinquantennale del teatro. Nella collezione sono incluse fotografie, quaderni di produzione, album di ritagli, locandine, storie orali e corrispondenza scritta a mano. Secondo il loro sito web, il volume totale è di 260 piedi cubi (7,4 m³) o 440 piedi (130 m) lineari ed è ospitato nella Fenwick Library.

## Teatri con palcoscenico centrale

### Australia
- La Boite Theatre Building, Brisbane (non più usato come teatro)[6]
- Roundhouse Theatre, Brisbane (sostituisce La Boite Theatre Building)[7]

### Canada
- Globe Theatre, Regina, Saskatchewan
- Seton Auditorium, Mount Saint Vincent University, Halifax, Nuova Scozia

### Francia
- L'Européen, Parigi[8]
- Théâtre en Rond, Sassenage e Fresnes

### Hong Kong
- Theater in the Wild (Festival of the Lion King), Hong Kong Disneyland, Isola di Lantau

### Malta
- Saint James Cavalier Theatre, La Valletta

### Polonia
- Theater Scena STU, Cracovia

### Regno Unito

#### Greater London
- Cockpit Theatre, Marylebone
- Orange Tree Theatre, Richmond Londra
- Pembroke Theatre, Croydon (chiuso nel 1962)

#### Greater Manchester
- Octagon Theatre, Bolton
- Royal Exchange Theatre, Manchester

#### Altrove
- Blue Orange Theatre, Birmingham
- The Castle Theatre, Wellingborough (può essere nel formato teatrale tondo o normale)
- New Vic Theatre, Newcastle-under-Lyme
- The Round, Newcastle upon Tyne (chiuso nel 2008)
- Stephen Joseph Theatre, Scarborough
- The Dukes Theatre, Lancaster

### Stati Uniti d'America

#### Arizona
- NAU Theatre, Flagstaff, Arizona
- Celebrity Theatre, Phoenix
- Hale Centre Theatre, Gilbert[9]
- Theater Works, Peoria

#### California
- Wells Fargo Pavilion, Sacramento (California) (Sede del California Musical Theatre's Music Circus[10])
- The Rock Forum. URL consultato il 2 dicembre 2017 (archiviato dall'url originale il 9 luglio 2013)., Anaheim (California)
- Glendale Centre Theatre, Glendale (California)
- Golden Bough Playhouse, Carmel-by-the-Sea, California
- Marian Theatre, Santa Maria, California
- Solvang Festival Theater, Solvang, California.
- Old Globe Theatre, San Diego, California
  - Cassius Carter Centre Stage (Demolito 2008)
  - Cheryl and Harvey White Theatre
- Circle Star Theater, San Carlos (abbattuto per uffici)
- Riverside Community Players, Riverside (California) (Costruito nel 1953)
- Valley Music Theater, Los Angeles, California (Costruito nel 1963, demolito 2007)
- Walt Disney's Enchanted Tiki Room, Disneyland, Anaheim, California

#### Colorado
- The Space Theatre, Denver, Colorado

#### Distretto della Colombia
- Arena Stage, Washington, D.C.

#### Florida
- Walt Disney's Enchanted Tiki Room, Walt Disney World Resort, Lake Buena Vista, Florida
- Stitch's Great Escape!, Walt Disney World Resort, Lake Buena Vista, Florida
- ExtraTERRORestrial Alien Encounter, Walt Disney World Resort, Lake Buena Vista, Florida
- Harambe Theater, Walt Disney World Resort, Lake Buena Vista, Florida

#### Illinois
- Marriott Theatre, Lincolnshire (Illinois)
- Mill Run Playhouse, Niles (Illinois) (demolito 1984)
- Richmond Hill Theatre, Geneseo (Illinois)
- Cornstock Theatre, Peoria (Illinois)

#### Indiana
- Wagon Wheel Theatre, Warsaw (Indiana)[11]

#### Iowa
- Flanagan Studio Theater, Grinnell (Iowa)[12]

#### Maryland
- Colonial Players, Annapolis, Maryland
- Shady Grove Music Fair, Gaithersburg, Maryland (Demolito)
- Painters Mill Music Fair, Owings Mills, Maryland (Demolito 1991)

#### Massachusetts
- North Shore Music Theatre, Beverly (Massachusetts)
- Cape Cod Melody Tent, Hyannis (Massachusetts)[13]
- South Shore Music Circus, Cohasset (Massachusetts)[14]
- The Little Theatre, Newton
- Balch Arena Theater (presso l'Università Tufts), Medford (Massachusetts)[15]

#### Minnesota
- Theatre in the Round Players, Minneapolis, Minnesota[16]
- Rarig Center Arena, Minneapolis, Minnesota
- Arena Theater, Northfield (Minnesota) (Built 1967, mothballed 2011)

#### Missouri
- Kauffman Center for the Performing Arts, Kansas City (Missouri)

#### Nevada
- Le Rêve Theater inside Wynn Las Vegas, Las Vegas, Nevada
- LOVE Theatre inside The Mirage, Las Vegas, Nevada

#### New Jersey
- Seton Hall Theatre in the Round, South Orange (New Jersey)[17]

#### New York
- Circle Repertory Company, New York City, New York
- The Irish Classical Theatre in Buffalo (New York)
- NYCB Theatre at Westbury, Westbury (New York)
- Circle in the Square Theatre in New York City, New York (Può anche essere configurato come Palcoscenico con pubblico sui tre lati)

#### Ohio
- Front Row Theater Columbus (Ohio)
- Porthouse Theatre, Kent (Ohio)

#### Oregon
- The New Theater, Ashland, Oregon (uno dei teatri utilizzati per l'Oregon Shakespeare Festival)

#### Pennsylvania
- F. Otto Haas Stage, Filadelfia, Pennsylvania
- Valley Forge Music Fair, Devon (Pennsylvania) (Demolito 1997)

#### Carolina del sud
- Longstreet Theatre, Columbia, Carolina del Sud

#### Tennessee
- Ula Love Doughty Carousel Theatre, Knoxville

#### Texas
- Plaza Theatre Company, Cleburne (Texas)[18]
- Artisan Center Theater, Hurst[19]
- Whisenhunt Stage, Austin (Texas)
- Casa Mañana, Fort Worth (Texas) (convertito in Palcoscenico che aggetta in platea nel 2003)
- Theatre '47, Dallas, Texas
- Mary Moody Northen Theatre, Austin, Texas
- Arena Theater, Houston, Texas

#### Utah
- Hale Centre Theatre, West Valley City (Utah)[20]
- Hale Center Theater, Orem (Utah)

#### Virginia
- The Barksdale Theater in Richmond (Virginia)

#### Washington
- Glenn Hughes Penthouse Theatre, Seattle, Washington
- ACT Theatre, Seattle, Washington

#### Wisconsin
- Fireside Dinner Theater, Fort Atkinson (Wisconsin)

## Nella cultura di massa
- Nel romanzo The Prestige di Christopher Priest, il mago Rupert Angier sfiora la polemica scrivendo che la magia scenica dovrebbe essere eseguita "in tondo" piuttosto che nei teatri con un arco di proscenio.
- Il gruppo rock progressivo inglese Yes è stato il primo gruppo rock ad esibirsi "in tondo" durante il loro tour Tormato del 1978-79. La band si è esibita anche usando un palco rotante rotondo durante alcune parti dei loro tour Drama e Union, rispettivamente nel 1980 e 1991.
- Il gruppo rock britannico Def Leppard ha suonato "in tondo" per diversi tour tra la fine degli anni '80 e l'inizio degli anni '90. Il loro live VHS del 1989 era intitolato Live: In the Round, in Your Face.
- Al fine di dare uno spettacolo simile a un circo a tre anelli, la cantante americana Britney Spears ha usato un ambiente a tutto tondo per il suo tour del 2009 The Circus Starring Britney Spears.
- I cabarettisti hanno eseguito speciali "a tutto tondo", come Dane Cook: Vicious Circle e Oh My God di Louis C.K.
- Le Spice Girls hanno usato un palcoscenico circolare nell'ambientazione circolare per il loro tour del 1999 Christmas in Spiceworld.
- Il 360º Tour degli U2 utilizza una struttura circolare molto ampia.
- Il Top of the World Tour dei Dixie Chicks utilizzava un palcoscenico circolare, tranne che nei luoghi in cui c'era un palcoscenico centrale.
- I Metallica sono stati conosciuti per utilizzare un palco rettangolare, a forma di diamante o di forma ovale, posizionato al centro dell'arena a partire dal Wherever We May Roam Tour del 1991. In diversi tour hanno incluso anche aree all'interno del palco, chiamate "il pozzo dei serpenti", dove i membri del pubblico possono guardare lo spettacolo. Più recentemente, il loro 2012 European Black Album Tour ha utilizzato questo formato.[21]
- In un finale di stagione di Curb Your Enthusiasm, Larry David, mentre interpretava il personaggio di Max Bialystock in The Producers, ha dichiarato di aver inventato "il teatro nella piazza".